# Parasbecesta purpurea
Parasbecesta purpurea es una especie de insecto coleóptero de la familia Chrysomelidae.

## Distribución geográfica
Habita en Bioko.